# فهرست میراث جهانی در بنگلادش
میراث جهانی در بنگلادش تا تاریخ ۲۰۲۵ شامل سه اثر ثبت شده در کشور بنگلادش است که توسط میراث جهانی ثبت شده است.
سایت‌های سازمان میراث جهانی آموزشی، علمی و فرهنگی سازمان ملل متحد، یونسکو، مکان‌هایی هستند که دارای اهمیت فرهنگی یا طبیعی هستند، همان‌طور که در پیمان‌نامه میراث جهانی، که در سال ۱۹۷۲ تأسیس شده، شرح داده شده است. بنگلادش این پیمان‌نامه را در ۳ اوت ۱۹۸۳ پذیرفت و از آن هنگام، مکان‌های طبیعی و فرهنگی بنگلادش واجد شرایط برای گنجانده شدن در فهرست میراث جهانی هستند.
سه مکان میراث جهانی در بنگلادش، و هفت مکان دیگر در فهرست آزمایشی وجود دارد. نخستین اثری که در این میان، به ثبت جهانی یونسکو رسید، مساجد شهر باگرهات بود و پس از آن نیایشگاه بودایی سمپور در ۱۹۸۵ دومین سایت فرهنگی بنگلادش شد. جدیدترین اثر بنگلادش در میراث جهانی یونسکو سونداربانس است که در ۱۹۹۷ میلادی، به عنوان یک اثر طبیعی ثبت شد.
چرخند آمفان در تاریخ ۲۰ مه ۲۰۲۰ به ساحل بنگال غربی و بنگلادش رسید که شامل دو اثر میراث جهانی پارک ملی سانداربنس در هند و سونداربانس در بنگلادش است که به ترتیب در سال‌های ۱۹۸۷ و ۱۹۹۷ در فهرست میراث جهانی ثبت شده‌اند. این اکوسیستم مانگروئی فرامرزی به عنوان بزرگ‌ترین زیستگاه‌های باقی‌مانده ببر بنگال و سایر گونه‌های در معرض تهدید و شاخص همچون دلفین نهنگی پوزه‌کوتاه و دلفین رودخانه‌ای گنگ شناخته می‌شود. در پی این طوفان خسارات قابل توجهی به زیرساخت‌ها و تأسیسات مرتبط با این اثر وارد آمده است.

## میراث جهانی
یونسکو سایت‌ها را با ده معیار فهرست می‌کند. هر ورودی باید حداقل یکی از معیارها را داشته باشد.
| # | نگاره | نام                             | موقعیت  | سال ثبت | ش ثبتمعیارها   | شرح | منبع        |
| ۱ | بنای آجر قرمز با سقفی متشکل از گنبدهای سفید فراوان. برج‌های گرد کوچکی در گوشه‌های ساختمان وجود دارد که هر کدام توسط یک گنبد سفید تاج‌گذاری شده‌اند. | مسجدهای شهر باگرهات             | کولنا   | ۱۹۸۵    | ۳۲۱(iv)        | شهر باگرهات در قرن پانزدهم میلادی توسط خان جهانعلی با نام خلیفت آباد تأسیس شد. بیش از ۳۰۰ مسجد، ساختمان‌های عمومی، مقبره‌ها، پل‌ها و مخازن آب دارد که بیشتر از آجر پخته ساخته شده‌اند. این شهر نشان‌دهنده برخی از شاخص‌ترین نمونه‌های معماری اولیه مسلمانان در بنگال از جمله مقبره خان جهان و مسجد شصت گنبد است. پس از مرگ بنیان‌گذار، شهر توسط جنگل پوشانده شد. | [ ۵ ]       |
| ۲ | خرابه‌های ساختاری از سنگ قرمز که اکنون شبیه تپه یا تل کوچکی است.                                                                                 | ویرانه‌های نیایشگاه بودایی سمپور | راج‌شاهی | ۱۹۸۵    | ۳۲۲(i)(ii)(vi) | سُمپورا ماها-ویهارا، یک ویهارا، یا صومعه در آیین بودایی است که مربوط به قرن هشتم میلادی می‌شود. این صومعه تا قرن دوازدهم میلادی مرکز مهم بودیسم در منطقه بود و دومین صومعه بزرگ بودایی در جنوب هیمالیا است. با مجسمه‌ها و کنده کاری‌های سنگی و تراکوتا تزئین شده بود. معماری آن بر ساخت معابد در میانمار، جاوه و کامبوج تأثیر گذاشت. | [ ۶ ]       |
| ۳ | قایقی روی رودی میان جنگل. | سونداربانس                      | کولنا   | ۱۹۹۷    | ۷۹۸(ix)(x)     | این پارک ملی بخشی از سونداربانس که در کشور بنگلادش جای دارد را شامل می‌شود و دلتای رود گنگ و رود براهماپوترا در آن جاری است. این پارک یکی از غنی‌ترین جنگل مانگرو جهان را در خود جای داده و در حدود ۷۸ گونهٔ مانگرو در آن ثبت شده. این کنون تنوع زیستی موجب شده محفلی برای گونه‌های نادر ببر بنگال، دلفین نهنگی پوزه‌کوتاه و دلفین رودخانه‌ای گنگ، همراه با چندین گونهٔ پرنده و لاک‌پشت دیگر، برپا بماند. بخشی از این جنگل با عنوان پارک ملی سانداربنس در کشور هند، جداگانه ثبت جهانی شده است. | [ ۷ ] [ ۸ ] |

## فهرست آزمایشی
افزون بر سایت‌های موجود در فهرست میراث جهانی، کشورهای عضو می‌توانند فهرستی از سایت‌های آزمایشی را که ممکن است برای نامزدی در نظر بگیرند، در این فهرست قرار دهند. نامزدها در فهرست میراث جهانی تنها در صورتی پذیرفته می‌شوند که سایت پیش‌تر در فهرست آزمایشی قرار داشته باشد.
بنگلادش ۷ نامزد در این فهرست دارد.
| # | نگاره                                    | نام                                            | موقعیت     | سال ثبت | ش ثبتمعیارها         | شرح | منبع   |
| ۱ | بقایای پی یک معبد                        | سایت‌های باستان‌شناسی در چشم‌انداز دلتایی بنگلادش | کولنا      | ۲۰۲۳    | ۱۲۱۱(iv)(v)          | این مکان‌های باستان‌شناسی حاکی از سکونت‌گاه‌های دائمی حتی در محدوده جنگل حرا، کشت زمین و استفاده از سکونتگاه‌ها برای شبکه‌های تجاری دریایی و رودخانه‌ای است که ثابت می‌کند چشم‌اندازهای ناپایدار و آب‌نمای متخاصم نتوانسته ساکنان باستانی را از ساختن سکونتگاه‌های وسیع حتی در هنگام تخریب و طغیان سیل، فرسایش رودخانه‌ها و رشد سریع طبیعی جنگل‌های انبوه، منع کند. محوطه‌های باستانی این منطقه انواع مختلفی از جمله بناهای برجای مانده، بقایای یادمان‌ها، نهشته‌های باستان‌شناسی مدفون، فضاهای مستحکم گلی، بقایای آجری، پراکنده‌های سنگ و آثار سنگی، خاکریزها و ذخایر حمل‌شده مواد باستان‌شناسی را شامل می‌شوند. | [ ۱۰ ] |
| ۲ | یک معبد آجری                             | معابد دوره‌های گورکانی و استعماری               | چندین سایت | ۲۰۲۳    | ۶۶۷۳(ii)(iii)(iv)    | معابد خاصی که از معماری مذهبی بودایی، هندو و جین برخوردار بوده و بازهٔ زمانی متأخری اختصاص دارند، در این پیشنهاد ارائه شدند. شامل حدود سی معبد است و با بناهای مذهبی کشور هند قابل مقایسه است. این معابد آجری گواه خلاقیت هنری و شکوفایی سیاسی-اجتماعی اواخر دوره قرون وسطی بنگال است که تا دوره استعمار در قرن نوزدهم ادامه یافت. | [ ۱۱ ] |
| ۳ | مسجد صدگنبد که هفت گنبد دارد             | مسجدهای گورکانی در بنگلادش                     | چندین سایت | ۲۰۲۳    | ۶۶۷۲(ii)(iv)         | این مجموعه شامل ده‌ها مسجد با معماری گورکانی است که در آن عناصر فرهنگی آسیای میانه، تیموری، هندی، ایرانی و اروپایی ادغام و ترکیب شده‌اند. مساجد گورکانی بنگلادش بر اساس تعداد گنبدها به دسته‌های یک گنبدی تا هفت گنبدی تقسیم شده‌اند. | [ ۱۲ ] |
| ۴ | Ancient wall ruins covered by vegetation | چشم‌انداز فرهنگی مهانستانگر و رود کاراتویا      | راج‌شاهی    | ۲۰۲۳    | ۶۶۷۱(i)(ii)(iii)(vi) | سایت باستان‌شناسی بقایای شهر باستانی پوندرانگار را در خود دارد که در قرن سوم قبل از میلاد تأسیس شده است. این شهر در ساحل رود کاراتویا قرار داشت و توسط خندق‌ها و دیوارها محافظت می‌شد. | [ ۱۳ ] |
| ۵ | بناهای تاریخی                            | بناهای تاریخی لالمای-میناماتی                  | چیتاگونگ   | ۲۰۲۳    | ۶۶۷۰(ii)(iv)(v)      | این سایت شامل صومعه‌های متعدد بودایی در ناحیه کومیلا است. احتمالاً این ناحیه یک مرکز محلی بود که بودیسم از آنجا به آسیای جنوب شرقی گسترش یافت. دامنه تپه‌های کم ارتفاع و عدسی شکل حداکثر ۴۵ متر ارتفاع، ۱۷ کیلومتر طول (از شمال به جنوب) و در وسیع‌ترین قسمت آن ۴٫۵ کیلومتر عرض (از شرق به غرب) دارد. | [ ۱۴ ] |
| ۶ | بخشی از دانشکده هنرهای زیبای داکا        | آثار معماری مظهر الاسلام                       | چندین سایت | ۲۰۲۳    | ۶۶۷۴(ii)             | این گزینه شامل ۱۲ ساختمان یا مجموعه ساختمان است که توسط معمار بنگلادشی، مظهر الاسلام، طراحی شده است. او در توسعه معماری مدرن در اقلیم گرمسیری تأثیرگذار بود. یکی از ویژگی‌های سبک او محو کردن مرزهای داخلی و خارجی ساختمان‌ها است. بناهایی شامل ساختمان‌های دانشگاه، مسکن در مقیاس بزرگ، ساختمان‌های عمومی و اقامتگاه‌ها در کارنامهٔ او هستند و از دهه ۱۹۵۰ تا ۱۹۹۰ ساخته شده‌اند. | [ ۱۵ ] |
| ۷ | بقایای قلعه لال‌باغ                       | قلعه‌های گورکانی در مناطق رودخانه‌ای داکا        | داکا       | ۲۰۲۳    | ۶۶۷۵(ii)(iv)         | قلعه‌های گورکانی در زمین‌های رودخانه‌ای در داکا شامل چهار سایت است که با تأسیسات نظامی و اداری مغولی در بنگال مرتبط هستند. این سایت‌ها شامل سه قلعه دریایی در حومه شهر داکا شامل قلعه حاجی‌گنج، قلعه سوناکاندا، قلعه ایدراکپور و یک قلعه کاخ، قلعه لالباغ در شهر داکا می‌شود. این قله‌ها در قرن هفدهم میلادی تحت فرمان امپراتوری گورکانی برای کنترل رودخانه‌های اصلی بنگال ساخته شدند. از آنجایی که منطقه عمدتاً فاقد سنگ است، قلعه‌ها از آجر و گچ ساخته شده‌اند و قسمت‌هایی از آن از گِل ساخته شده است.                                                                                                  | [ ۱۶ ] |